# Regierung Ghannouchi II

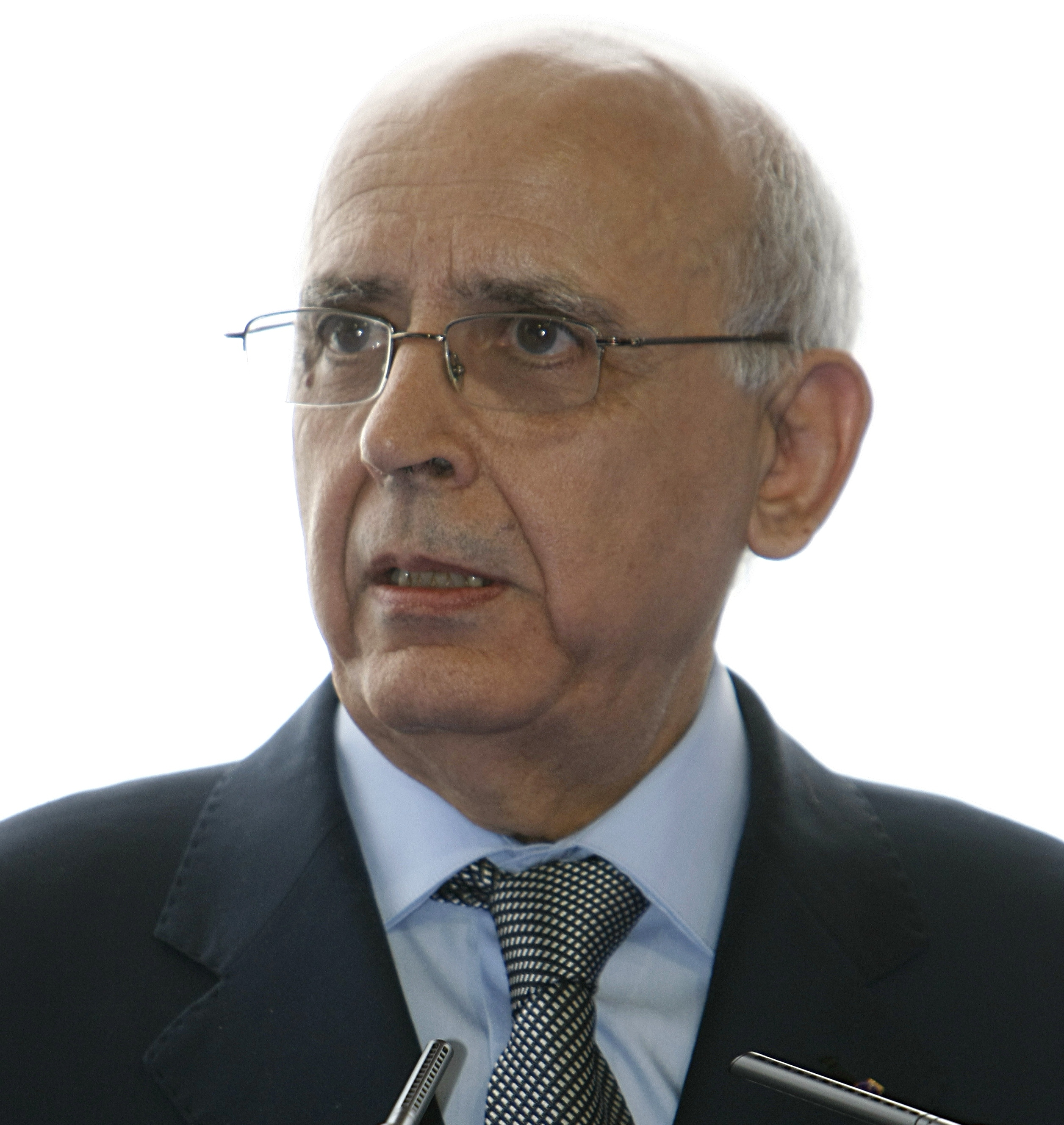
Mohamed Ghannouchi, 2008

Die Regierung Mohamed Ghannouchi II war die «Regierung der nationalen Einheit» in Tunesien, die am 17. Januar 2011 gebildet wurde. Dies geschah in der Folge der Revolution in Tunesien 2010/2011, welche im Dezember 2010 begann.
Sie wurde am 7. März 2011 vom Kabinett Essebsi abgelöst.

## Veränderungen und Kontinuität

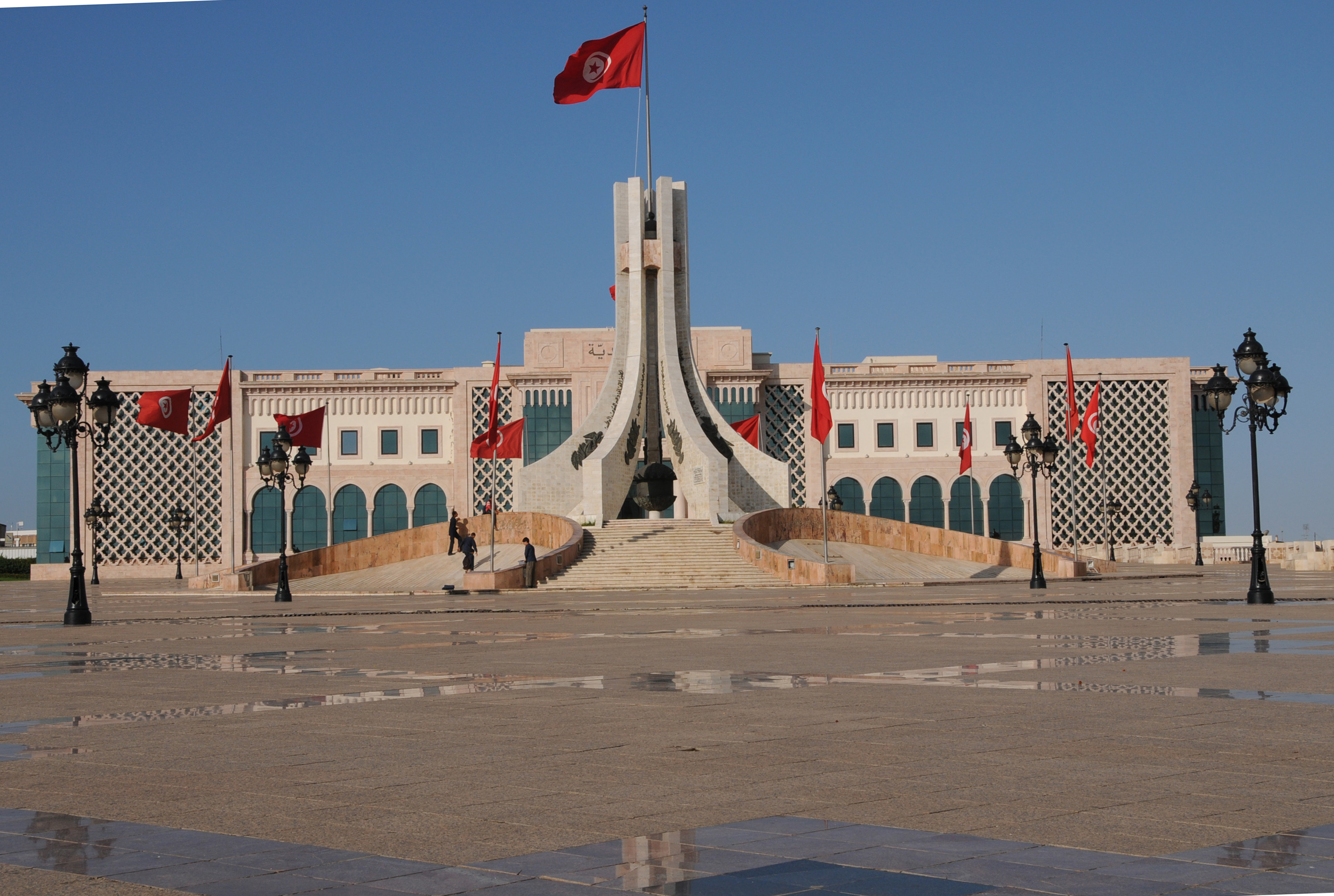
Platz der Regierung

Im Gegensatz zu der vorherigen Regierung wurde das Ministerium für Kommunikation abgeschafft. Die Minister für Nationale Verteidigung, Inneres, Auswärtiges und Finanzen behielten ihre Aufgabengebiete.

## Zusammensetzung, nach Nominierung vom 17. Januar
| Ressort/Amt | Amtsinhaber                        | Partei oder Organisation             |
| --- | ---------------------------------- | ------------------------------------ |
| Premierminister | Mohamed Ghannouchi                 | parteilos, bei Regierungsantritt RCD |
| Justizminister | Lazhar Karoui Chebbi               |                                      |
| Minister für Nationale Verteidigung                                                                                     | Ridha Grira                        | parteilos, bei Regierungsantritt RCD |
| Minister für Auswärtige Angelegenheiten                                                                                 | Kamel Morjane                      | parteilos, bei Regierungsantritt RCD |
| Innenminister | Ahmed Friaâ                        | parteilos, bei Regierungsantritt RCD |
| Minister für Religiöse Angelegenheiten                                                                                  | Larbi Mizouri                      |                                      |
| Minister für regionale und lokale Entwicklung                                                                           | Ahmed Néjib Chebbi                 | PDP                                  |
| Minister für Hochschulwesen und wissenschaftliche Forschung                                                             | Ahmed Brahim                       | Ettajdid                             |
| Minister für Öffentliche Gesundheit                                                                                     | Mustafa Ben Jaafar zurückgetreten  | FDTL                                 |
| Minister für Handel und Tourismus                                                                                       | Mohamed Jegham                     | parteilos, bei Regierungsantritt RCD |
| Minister für Bildung, Regierungssprecher                                                                                | Taïeb Baccouche                    | UGTT                                 |
| Minister für Soziale Angelegenheiten                                                                                    | Moncer Rouissi                     | parteilos, bei Regierungsantritt RCD |
| Minister für Landwirtschaft und Umwelt                                                                                  | Habib M'barek                      | parteilos, bei Regierungsantritt RCD |
| Minister für Planung und Internationale Zusammenarbeit                                                                  | Mohamed Nouri Jouini               | parteilos, bei Regierungsantritt RCD |
| Minister für Industrie und Technologie                                                                                  | Afif Chelbi                        | parteilos, bei Regierungsantritt RCD |
| Minister beim Premierminister verantwortlich für administrative Entwicklung                                             | Zouheir M'dhaffer zurückgetreten   | parteilos, bei Regierungsantritt RCD |
| Minister für Finanzen                                                                                                   | Ridha Chalghoum                    | parteilos, bei Regierungsantritt RCD |
| Minister für Kultur | Moufida Tlatli                     | parteilos                            |
| Minister für Angelegenheiten der Frauen                                                                                 | Lilia Labidi                       |                                      |
| Minister für Verkehr und öffentliche Arbeiten                                                                           | Slaheddine Malouche                | parteilos, bei Regierungsantritt RCD |
| Minister für Ausbildung und Beschäftigung                                                                               | Houssine Dimassi zurückgetreten    | UGTT                                 |
| Minister für Jugend und Sport                                                                                           | Mohamed Aloulou                    |                                      |
| Minister beim Premierminister                                                                                           | Abdeljelil Bédoui zurückgetreten   | UGTT                                 |
| Chefsekretär der Regierung                                                                                              | Abdelhakim Bouraoui                | parteilos, bei Regierungsantritt RCD |
| Staatssekretär beim Minister Auswärtige Angelegenheiten                                                                 | Ahmed Ounaies                      | ex-PSD                               |
| Staatssekretär beim Minister Auswärtige Angelegenheiten                                                                 | Radhouane Nouisser                 |                                      |
| Staatssekretär beim Minister für regionale und lokale Entwicklung                                                       | Néjib Karafi                       |                                      |
| Staatssekretär beim Minister für Hochschulen                                                                            | Faouzia Charfi                     |                                      |
| Staatssekretär beim Minister für Hochschulen und wissenschaftliche Forschung, zuständig für wissenschaftliche Forschung | Rifaat Chaabouni                   | parteilos, bei Regierungsantritt RCD |
| Staatssekretär beim Minister für öffentliche Gesundheit                                                                 | Lamine Moulahi                     |                                      |
| Staatssekretär beim Minister für Planung und Internationale Zusammenarbeit                                              | Abdelhamid Triki                   | parteilos, bei Regierungsantritt RCD |
| Staatssekretär beim Minister für Industrie und Technologie, zuständig für die Energie                                   | Abdelaziz Rassaa                   | parteilos, bei Regierungsantritt RCD |
| Staatssekretär beim Minister für Industrie und Technologie, zuständig für die Kommunikationstechnik                     | Sami Zaoui                         | parteilos                            |
| Staatssekretär beim Minister der Finanzen, zuständig für Steuern                                                        | Moncef Bouden                      | parteilos, bei Regierungsantritt RCD |
| Staatssekretär beim Minister für Finanzen, zuständig für das Eigentum des Staates                                       | Ahmed Adhoum                       |                                      |
| Staatssekretär beim Minister für Handel und Tourismus, zuständig für Tourismus                                          | Slim Chaker                        |                                      |
| Staatssekretär beim Minister für Verkehr und öffentliche Bauten                                                         | Anouar Ben Gueddour zurückgetreten | UGTT                                 |
| Staatssekretär beim Minister für Landwirtschaft und Umwelt                                                              | Salem Hamdi                        |                                      |
| Staatssekretär beim Minister für Jugend und Sport                                                                       | Slim Amamou                        |                                      |

Sami Zaoui führt den Vorsitz der Association des Tunisiens des grandes écoles(ATUGE).

## Im Zusammenhang stehende Ernennungen
| Funktion | Name                 |
| --- | -------------------- |
| Gouverneur der Banque centrale                                                                                 | Mustapha Kamel Nabli |
| Präsident der Commission supérieure de réforme politique                                                       | Yadh Ben Achour      |
| Präsident der Commission nationale d'établissement des faits sur les abus durant la dernière période           | Taoufik Bouderbala   |
| Präsident der Commission nationale d'établissement des faits sur les affaires de malversation et de corruption | Abdelfattah Amor     |

## Rücktritte

### Minister der Opposition
Am 18. Januar 2011 traten die drei Minister der Union Générale Tunisienne du Travail (UGTT) Houssine Dimassi, Abdeljelil Bédoui und Anouar Ben Gueddour gemeinsam zurück.
Am selben Tag trat Mustafa Ben Jaafar vom Forum démocratique pour le travail et les libertés (FDTL) ebenfalls zurück.

### Mitglieder der RCD
Nach den verschiedenen Forderungen, die der Bildung dieser Regierung folgten, kündigten Premierminister Mohamed Ghannouchi und der Übergangspräsident Fouad Mebazaa ihre Mitgliedschaft in der Konstitutionellen Demokratischen Sammlung (RCD). Am 20. Januar folgten alle noch in der RCD verbliebenen Minister diesem Beispiel. Am selben Tag, trat einer von ihnen, Zuhair M'dhaffer, zuständig für Verwaltungsreform, auch von seinem Ministerposten zurück.

## Neue Zusammensetzung
(nach der Regierungsumbildung am 27. Januar 2011)
| Ressort/Amt | Amtsinhaber            | Partei oder Organisation             |
| --- | ---------------------- | ------------------------------------ |
| Premierminister | Mohamed Ghannouchi     | parteilos, bei Regierungsantritt RCD |
| Minister für Nationale Verteidigung | Abdelkarim Zebidi      | ?                                    |
| Minister für Auswärtige Angelegenheiten                                                                                                   | Moudi Kefi             |                                      |
| Innenminister | Farhat Rajhi           | ?                                    |
| Justizminister | Lazhar Karoui Chebbi   |                                      |
| Minister für Religiöse Angelegenheiten | Laroussi Mizouri       |                                      |
| Minister für regionale und lokale Entwicklung                                                                                             | Ahmed Néjib Chebbi     | PDP                                  |
| Minister für Bildung, Regierungssprecher                                                                                                  | Taïeb Baccouche        | UGTT                                 |
| Minister für Hochschulwesen und wissenschaftliche Forschung                                                                               | Ahmed Brahim           | Ettajdid                             |
| Ministerin für Öffentliche Gesundheit | Habiba Zéhi            | ?                                    |
| Minister für Handel und Tourismus | Mehdi Houas            | ?                                    |
| Minister für Soziale Angelegenheiten | Mohamed Ennaceur       |                                      |
| Minister für Landwirtschaft und Umwelt | Mokhtar Jalleli        | ?                                    |
| Minister für Planung und Internationale Zusammenarbeit                                                                                    | Mohamed Nouri Jouini   | parteilos, bei Regierungsantritt RCD |
| Minister für Industrie und Technologie | Mohamed Afif Chelbi    | parteilos, bei Regierungsantritt RCD |
| Minister für Finanzen | Jelloul Ayed           | ?                                    |
| Minister für Kultur | Ezzedine Bach Chaouech |                                      |
| Minister für Angelegenheiten der Frauen                                                                                                   | Lilia Labidi           |                                      |
| Minister für Verkehr und öffentliche Arbeiten                                                                                             | Yacine Ibrahim         | ?                                    |
| Minister für Ausbildung und Beschäftigung                                                                                                 | Said Aydi              | ?                                    |
| Minister für Jugend und Sport | Mohamed Aloulou        |                                      |
| Minister beim Premierminister verantwortlich für wirtschaftliche und soziale Reformen und der Koordination mit den betreffenden Ministern | Elyes Jouini           | ?                                    |

| Ressort/Amt | Amtsinhaber                        | Partei oder Organisation             |
| --- | ---------------------------------- | ------------------------------------ |
| Chefsekretär der Regierung                                                                                              | Abdelhakim Bouraoui                | parteilos, bei Regierungsantritt RCD |
| Staatssekretär beim Minister Auswärtige Angelegenheiten                                                                 | Ahmed Ounaies                      | ex-PSD                               |
| Staatssekretär beim Minister Auswärtige Angelegenheiten                                                                 | Radhouane Nouisser                 |                                      |
| Staatssekretär beim Minister für regionale und lokale Entwicklung                                                       | Néjib Karafi                       |                                      |
| Staatssekretär beim Minister für Hochschulen                                                                            | Faouzia Charfi                     |                                      |
| Staatssekretär beim Minister für Hochschulen und wissenschaftliche Forschung, zuständig für wissenschaftliche Forschung | Rifaat Chaabouni                   | parteilos, bei Regierungsantritt RCD |
| Staatssekretär beim Minister für öffentliche Gesundheit                                                                 | Lamine Moulahi                     |                                      |
| Staatssekretär beim Minister für Planung und Internationale Zusammenarbeit                                              | Abdelhamid Triki                   | parteilos, bei Regierungsantritt RCD |
| Staatssekretär beim Minister für Industrie und Technologie, zuständig für die Energie                                   | Abdelaziz Rassaa                   | parteilos, bei Regierungsantritt RCD |
| Staatssekretär beim Minister für Industrie und Technologie, zuständig für die Kommunikationstechnik                     | Sami Zaoui                         | parteilos                            |
| Staatssekretär beim Minister der Finanzen, zuständig für Steuern                                                        | Moncef Bouden                      | parteilos, bei Regierungsantritt RCD |
| Staatssekretär beim Minister für Finanzen, zuständig für das Eigentum des Staates                                       | Ahmed Adhoum                       |                                      |
| Staatssekretär beim Minister für Handel und Tourismus, zuständig für Tourismus                                          | Slim Chaker                        |                                      |
| Staatssekretär beim Minister für Verkehr und öffentliche Bauten                                                         | Anouar Ben Gueddour zurückgetreten | UGTT                                 |
| Staatssekretär beim Minister für Landwirtschaft und Umwelt                                                              | Salem Hamdi                        |                                      |
| Staatssekretär beim Minister für Jugend und Sport                                                                       | Slim Amamou                        |                                      |

Sami Zaoui führt den Vorsitz der Association des Tunisiens des grandes écoles(ATUGE).